# Kabaret Jurki
Kabaret Jurki – powstał w 1994 roku, pochodzi z Zielonej Góry i od lat należy do Zielonogórskiego Zagłębia Kabaretowego.
Kabaret Jurki jest przedstawicielem tradycyjnego w formie kabaretu. Na jego program składają się skecze, monologi i piosenki o różnorodnej tematyce obyczajowo-społecznej. Członkowie kabaretu pozwalają sobie na improwizowanie w trakcie skeczy, dzięki czemu występ jest żywy, dynamiczny i za każdym razem nieco inny. Tworzą również piosenkę kabaretową.
Początkowo Jurki prezentowały kabaret form sierocych. Nurt sierocy charakteryzował się specyficznym wyglądem, egzaltowaną mową i „przepraszającym” zachowaniem – kłaniali się w środku skeczu po każdej silniejszej reakcji publiczności, emocje wyrażali poprzez sztuczną deklamację, a stroje dobierali sobie o dwa numery za małe. W ten właśnie sposób zaprezentowali się na PACE w 1996 roku. Zdobyli za ten występ I Nagrodę.
Ich kolejne programy mają już inną formę.
Nazwa Jurki pochodzi od jednego z pierwszych członków i lidera kabaretu – Jurka Jankiewicza. Pierwsze kroki Jurki stawiały pod czujnym okiem Władysława Sikory.
Na antenie TVP1 17 września 2004 roku pojawił się odcinek 501 programu Śmiechu warte, prowadzony przez Przemysława Żejmo i Wojciecha Kamińskiego.
Z końcem marca 2020 z grupy odszedł Wojciech Kamiński.
Obecny skład kabaretu Jurki: 
- Agnieszka „Marylka” Litwin–Sobańska
- Przemysław „Sasza” Żejmo
- Marek Litwin

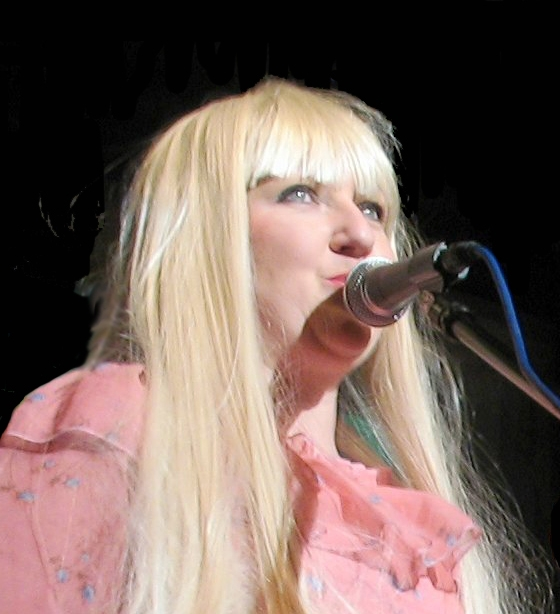
Agnieszka Marylka Litwin–Sobańska
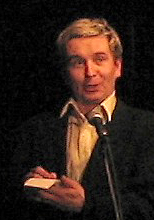
Przemysław Sasza Żejmo
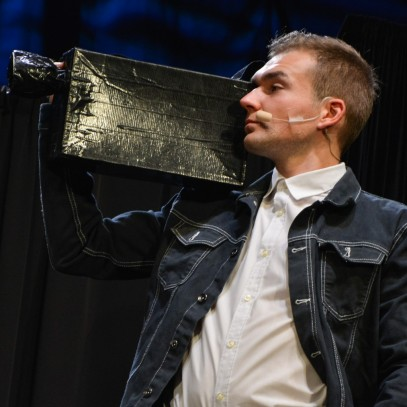
Marek Litwin

W przeszłości w składzie występowali:

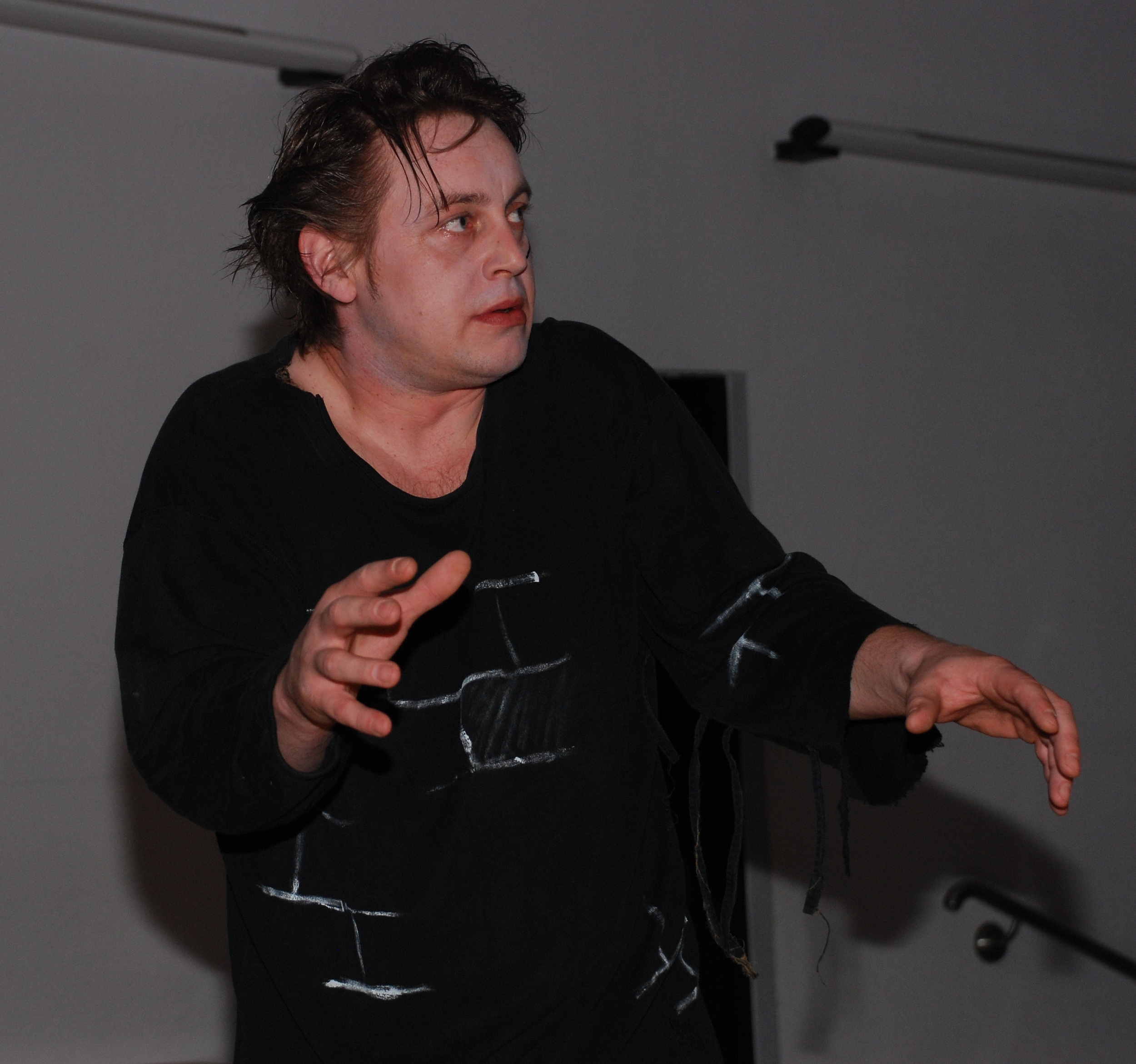
Wojciech Kamiński
- Jerzy Jankiewicz
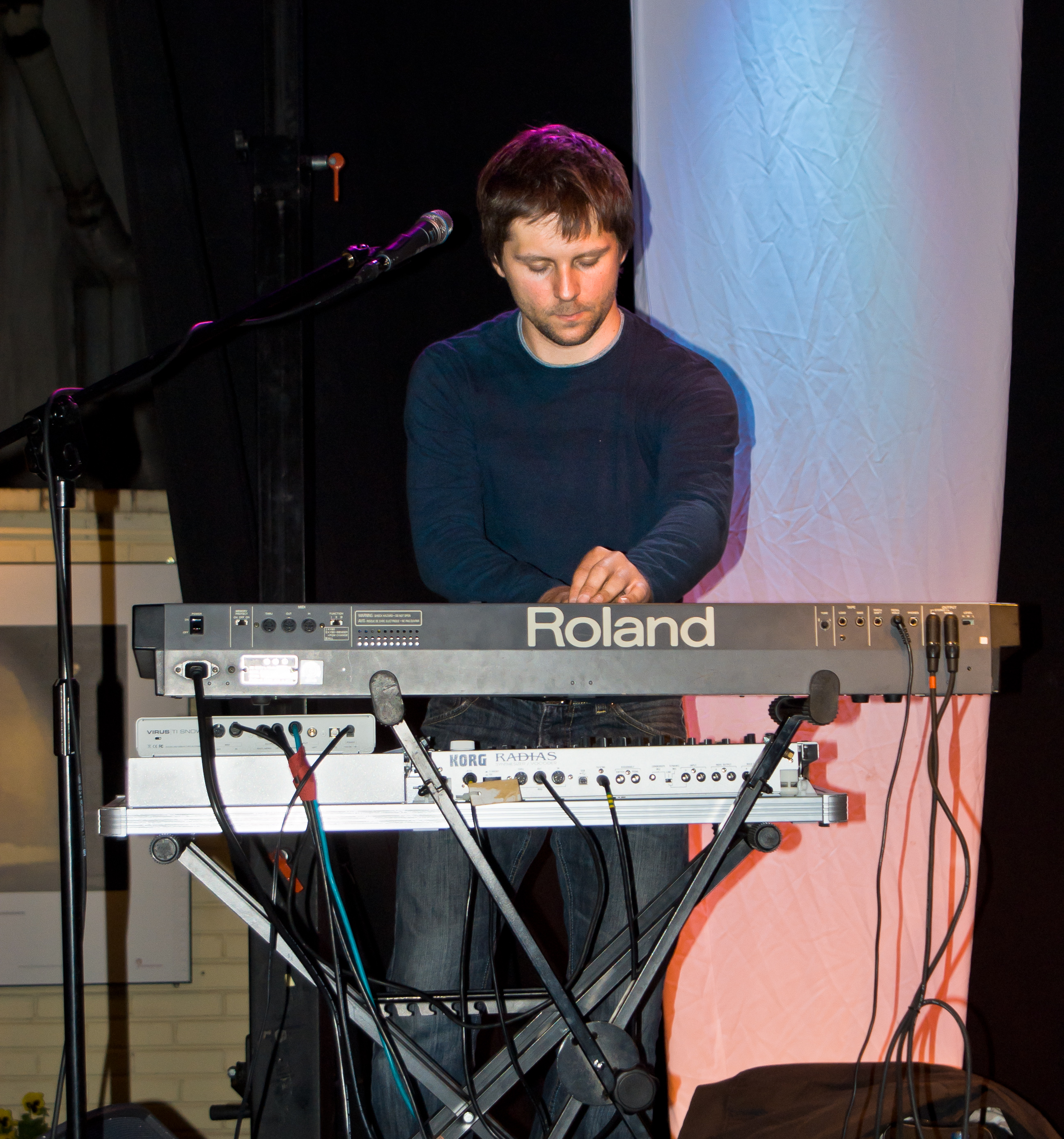
Bartłomiej Lewczuk

- Wojciech Kamiński
- Bartłomiej Lewczuk

## Nagrody
- 1995
  - Grand Prix na Festiwalu Kabaretowym Mulatka w Ełku
- 1996
  - I nagroda na przeglądzie kabaretów PaKA w Krakowie
  - II nagroda na Lidzbarskich Biesiadach Humoru i Satyry w Lidzbarku Warmińskim
- 1997
  - nagroda Programu III Polskiego Radia na Festiwalu Kabaretowym Mulatka w Ełku
- 2001
  - wyróżnienie dla Przemysława Żejmy na Festiwalu Filmów Krótkometrażowych w Krakowie za film „Dzikość serca”
  - II nagroda dla Przemysława Żejmy na V Przeglądzie Filmów Amatorskich w Warszawie „Jutro Filmu”
- 2003
  - Grand Prix dla Znanego Wojtka Kamińskiego (ex aequo z Grzegorzem Halamą) IV Ogólnopolskiego Festiwalu Sztuki Estradowej w Warszawie
- 2004
  - III nagroda dla Agnieszki Litwin na I Ogólnopolskim Festiwalu Piosenki Kabaretowej O.B.O.R.A. w Poznaniu oraz nagroda Rektora ASP w Poznaniu – Wojciecha Mullera
  - nagroda indywidualna dla Agnieszki Maryli Litwin za konstrukcję postaci – w Konkursie Kabaretowym PrzeWAŁka w Wałbrzychu
- 2005
  - III nagroda oraz nagroda Ukrytego Jurora na Rybnickiej Jesieni Kabaretowej w Rybniku
  - I nagroda dla Wojciecha Kamińskiego w konkursie piosenki kabaretowej na Dąbrowskej Ściemie Kabaretowej (DebeŚciaK) w Dąbrowie Górniczej
- 2006
  - nagroda za najlepszą piosenkę oraz za najlepiej zinterpretowany skecz kabaretu DNO na Dąbrowskiej Ściemie Kabaretowej (DebeŚciaK) w Dąbrowie Górniczej
- 2007
  - I nagroda dla Agnieszki Litwin–Sobańskiej na IV Ogólnopolskim Festiwalu Piosenki Kabaretowej O.B.O.R.A. w kategorii interpretacji za wykonanie piosenki Jeremiego Przybory i Jerzego Wasowskiego Dziewica Anastazja
- 2013
  - III nagroda na Rybnickiej Jesieni Kabaretowej w Rybniku
- 2014
  - II nagroda, Złote Koryto Tajnego Jurora (Tomasz Jachimek) oraz Melodyjna Nagroda im. Artura (ex aequo z kabaretem DNO) na Rybnickiej Jesieni Kabaretowej w Rybniku
- 2015
  - Złote Koryto Tajnego Jurora (Zenon Laskowik) oraz Złota Kaseta na Rybnickiej Jesieni Kabaretowej w Rybniku

## Programy kabaretowe[3]
- 2016 – Święta polskie
- 2015 – Aktorem w płot (wspólny program z Kabaretem Hrabi)
- 2013 – Marzenia
- 2011 – Reżyser
- 2009 – Po męskiej stronie
- 2009 – Album rodzinny
- 2008 – Mówi się, mówi
- 2006 – Histeryjki

## Wydawnictwa płytowe
- Jurki kabaret – piosenki (wyd. 2008, Dalmafon, Łódź)
- Kabaret Jurki. Pierwsze diwidi (wyd. 2011, New Abra)
- Album rodzinny (wyd. 2015, New Abra)